# جون بيري (سياسي أمريكي)
جون بيري (بالإنجليزية: John Berry)‏ هو سياسي أمريكي، ولد في 1619.